# Снежков, Григорий Григорьевич
Григорий Григорьевич Снежков (22 января 1855 — 7 апреля 1941) — усманский землевладелец, камергер, помощник начальника Главных уделов, член от Императорского двора в общем и особом присутствиях Совета по делам местного хозяйствования.

## Биография
Родился в многодетной семье предводителя дворянства Усманского уезда Тамбовской губернии Григория Алексеевича Снежкова (1810—1879) и Марьи Григорьевны Лаптевич (1824- до 1891), внучки Тамбовского и Тульского губернатора, тайного советника Николая Симоновича Лаптева.
В 1875 закончил Николаевское кавалерийское училище эстандарт-юнкером, получил 1-й разряд и был отправлен в Гусарский полк корнетом лейб-гвардии. Воевал в русско-турецкой войне 1877-78 гг. в звании гвардии штабс-ротмистра, участник боя под Толишем. Был награжден орденами Св. Владимира III ст., Св. Анны IV, III ст. с мечами и бантом, I ст. Св. Станислава, Румынским Железным крестом, медалями в память войны 1877—1878, в память царя императора Александра III, в память 300-летия царствования дома Романовых.
Уездный гласный Усманского уезда в 1886—1889 г.г. В 1888 году был избран в депутаты дворянства по Усманскому уезду, был попечителем Усманской Охотниковской богадельни с приютом. Почетный мировой судья в г. Усмани в 1888 г. Владелец родового имения в Тамбовской губернии 1100 десятин.

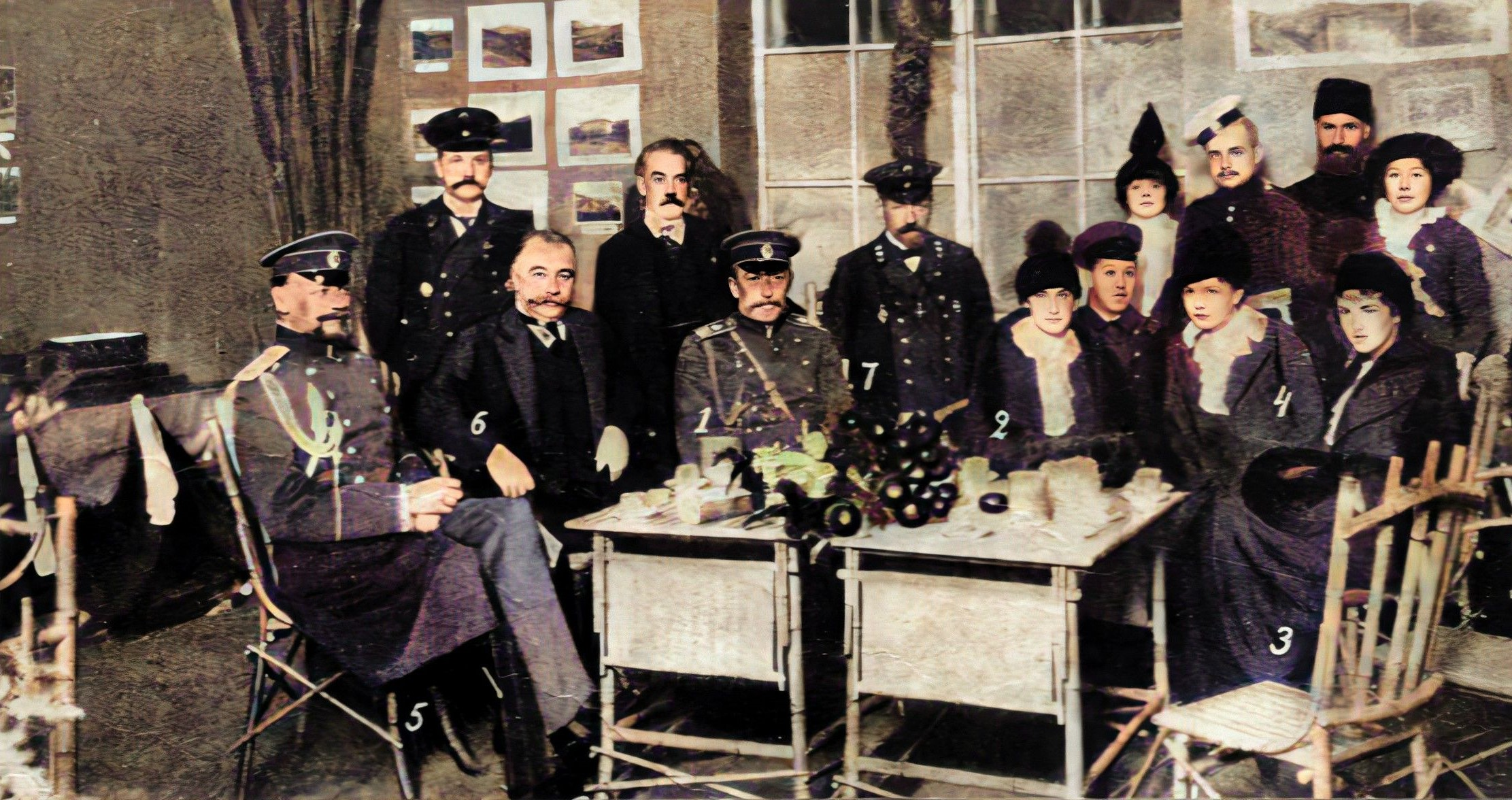
Фото. Начальник главного управления уделов, генерал-лейтенант, генерал-адъютант князь В. С. Кочубей (1) с дочерями Надеждой Викторовной (2) и Софией Викторовной (3) за чайным столом в Чаквинском павильоне. Среди присутствующих:
4) М. Мусин-Пушкина,
5) свиты Его Императорского Величества генерал-майор Е. Н. Волков.
6) помощник начальника главного управления уделов камергер Двора Его Величества Г. Г. Снежков,
7) д.с.с. В.А. Ставровский // Огонек. 1913. 15 (28) декабря № 50. С. 3.

В 1895 году Г. Г. Снежков как агроном-практик был командирован Главным Управлением Уделов Министерства императорского двора в чайные районы Китая, Индии и Японии, а также на остров Цейлон в составе особой экспедиции для изучения чайного дела и выяснения возможности его производства в России в Чаквинском имении Батумского, принадлежавшее царской семье. По возвращении в Россию был назначен управляющим этим имением (1897—1913). В 1913 году Г. Г. Снежков представлял имение главного управления уделов в Чакве в первой сельскохозяйственной и культурно-промышленной выставке Черноморского побережья Кавказа «Русская Ривьера», которая проходила в императорском Ботаническом саду в Санкт-Петербурге.
В 1908 году занимал должность управляющего Симбирским удельным округом, был почетным членом Симбирской губернской ученой архивной комиссии.
В 1911 году начальник Киевского удельного округа в звании Камергера Двора Его Величества.
По сведениям Справочного Отдела Красного Креста в 1914 году в своем санкт-петербургском доме на Маховой открыл лазарет для раненых и больных офицерских и нижних чинов.
События 1917 года Снежков встретил в Санкт-Петербурге. Вступил в Вооруженные силы Юга России, эвакуировался в 1919—1920 вместе с семьей из Новороссийска в Константинополь на корабле «Константин». В мае 1920 находился в эмиграции в Югославии, затем в 1931 переехал в Париж. В 1937 году проживал в Болгарии, где был членом Совета правления Союза русских ветеранов Освободительной войны балканских народов 1877—1878. Похоронен в Софии вместе со своей женой Ольгой Платоновной Охотниковой (1877—1945), дочерью предводителя Усманского дворянства, действительного статского советника Платона Михайловича Охотникова (…- 1911), внучкой адмирала Геннадия Ивановича Невельского (1813—1876).